# Field Mob
Field Mob es un grupo de hip-hop originario de Albany, Georgia. Están firmados en el sello discográfico de Ludacris, Disturbing Tha Peace.

## Biografía
Darion y Shawn crecieron en las afueras de Albany, Georgia, a pocas cuadras el uno del otro en un barrio relativamente pobre localmente conocido como "El Campo", debido a su ubicación semirrural, en comparación a la vivienda pública de la ciudad. Como los adolescentes asisten a la Escuela Secundaria Completa de Monroe, Darion observó a Shawn y a un grupo de amigos librando batallas de rap de estilo libre en el patio de las escuelas, donde Shawn es el "campeón". Darion decidió desafiar a Shawn en la idea de que "él era tan bueno" y ganó. Durante cuatro semanas después, la competencia informal continuó al día, con el vencedor alternando entre él y Shawn, y atraer la atención de muchos otros estudiantes que vinieron como espectadores. Finalmente, Shawn se ofreció a formar un grupo de rap con Darion dando origen a Field Mob.
De acuerdo con Smoke y Shawn Jay, el origen del nombre del dúo son dobles. Field (campo) es una referencia no solo al barrio donde creció, sino también una alusión a un término del argot para el sur de los Estados Unidos. Mob significa la fuerza que el dúo representa; "Somos dos personas, pero juntos podemos hacer un ejército. Estamos haciendo una fuerte declaración de dos personas. Somos un ejército de dos hombres."
A finales de 1999, Field Mob firmó con House Records, un pequeño sello independiente, la grabación del sencillo Dreamz proyecto. Posteriormente, el grupo emprendió el camino para promover su nueva versión en una época en la escena hip hop del sur fue en aumento. El sencillo finalmente llamó la atención de MCA Records Benny Pugh y en pocos días Field Mob firmó un acuerdo, convirtiéndose en el primer acto de hip hop del sur que se firmó con una etiqueta basada en Nueva York.
2000 vio el lanzamiento del debut de Field Mob de 613: Cenizas de clase. Introducido con gran éxito de crítica y mucho más aclamado por algunos medios de prensa de hip hop, sobre todo La Fuente, como uno de los mejores discos de 2001, que alcanzó el puesto #35 en el Top R & B / Hip Hop Albums [3]. Después de su debut exitoso, la colaboración del dúo era buscada por varios artistas de la región bien conocidos, incluyendo Trick Daddy y Big Boi de Outkast, dándoles aún más exposición pública y notoriedad.
En octubre de 2002 fue lanzado el segundo álbum, Tha Roota to tha Toota. Mientras que algunos comentarios fueron mixtos, el álbum se vendió bien, llegando a ser disco de oro y obteniendo el grupo de su exitoso segundo más grande hasta la fecha con la producción de Jazze Pha.
Como la carrera de Field Mob parecía estar acelerándose, Universal Music Group, matriz de MCA Records, comenzaron a eliminar la etiqueta en la primavera de 2003, con el rock de la antigua empresa, pop, urbana y catálogos absorbido por Geffen Records. Esta acción dejó el futuro del contrato del dúo y cualquier versión posterior álbum en duda. Al parecer, Field Mob y su influencia al sur profundo puede desaparecer de la escena hip hop en general.
Sin embargo, la situación llegó a la atención de Disturbing Tha Peace CEO de Ludacris, quien vio el potencial sin explotar en los jóvenes raperos. Después de las negociaciones, que involucró a liberándoles de su viejo contrato de MCA, el grupo firmó con alterar la paz del tha en agosto de 2005, poco después aparece en Ludacris Presenta: perturbar la paz del tha, un álbum en colaboración mostrando las etiquetas de los nuevos artistas. tema del dúo de Georgia con Ludacris y Jamie Foxx se convirtió en un hit underground y los álbumes más vendidos sola, finalmente alcanzando el puesto #39 en el Billboard de EE. UU. 200 y establecer el tono para su tercer álbum.
Después de una fecha de lanzamiento aplazado de 2005, postes de luz y árboles de pino se redujo en junio de 2006 con gran éxito de alto y mucha fanfarria, por lo menos en parte, de una amplia campaña de promoción por alterar la paz del tha y múltiples pistas de promoción de radio. Este álbum obtuvo el par de su mayor éxito con su primer sencillo oficial, y qué, con Ciara y coincidentemente también producido por Jazze Pha. Esta versión alcanzó el puesto #7 en el Billboard EE. UU. 200 y #2 en el Top R & B / Hip Hop Albums.

## Discografía
| Año  | Álbum | U.S. | U.S. R&B | U.S. Rap |
| ---- | --- | ---- | -------- | -------- |
| 2000 | 613: Ashy to Classy - Primer álbum de estudio - Lanzado: 12 de diciembre de 2000 - Formatos: CD - Ventas: 60.000+                       | 194  | 35       | —        |
| 2002 | From tha Roota to tha Toota - Segundo álbum de estudio - Lanzado: 22 de octubre de 2002 - Formatos: CD - Ventas: 700.000                | 33   | 4        | —        |
| 2006 | Light Poles and Pine Trees - Tercer álbum de estudio - Lanzado: 20 de junio de 2006 - Formatos: CD & descarga digital - Ventas: 200.000 | 7    | 2        | 1        |
| TBA  | 8th Day of da Week - Cuarto álbum de estudio - Lanzado: TBA - Formatos: CD & descarga digital - Ventas: TBR                             | TBR  | TBR      | TBR      |

## Singles
| Año  | Canción                                     | Posición | Posición | Posición | Posición | Álbum                                                                |
| Año  | Canción                                     | U.S.     | U.S. R&B | U.S. Rap | U.S. Pop | Álbum                                                                |
| ---- | ------------------------------------------- | -------- | -------- | -------- | -------- | -------------------------------------------------------------------- |
| 2000 | "Project Dreams"                            | —        | 91       | —        | —        | 613: Ashy to Classy                                                  |
| 2002 | "Sick of Being Lonely"                      | 18       | 10       | 5        | —        | From tha Roota to tha Toota                                          |
| 2003 | "All I Know" (featuring Cee-Lo Green)       | —        | 77       | —        | —        | From tha Roota to tha Toota                                          |
| 2005 | "Georgia" (featuring Ludacris & Jamie Foxx) | 39       | 31       | 21       | 36       | Ludacris Presents: Disturbing Tha Peace / Light Poles and Pine Trees |
| 2006 | "So What (featuring Ciara)                  | 10       | 4        | 3        | 13       | Light Poles and Pine Trees                                           |

### Apariciones
- 2001: "Jazzy Hoes Part 2" Jermaine Dupri - Instructions
- 2005: "Georgia" collaboration - Ludacris Presents: Disturbing Tha Peace
- 2006: "Damn" Shawnna - Block Music
- 2006: "Ultimate Satisfaction" Ludacris - Release Therapy